# Покорный, Иржи
Иржи Покорный (чеш. Jiří Pokorný; род. 14 октября 1956, Брно) — чехословацкий велогонщик, выступавший на треке. Бронзовый призёр летних Олимпийских игр 1980 года, участник летних Олимпийских игр 1976 года, бронзовый призёр чемпионата мира 1981 года.

## Биография
Иржи Покорный родился 14 октября 1956 года в чехословацком городе Брно (сейчас в Чехии).
В 1976 году вошёл в состав сборной Чехословакии на летних Олимпийских играх в Монреале. В командной гонке преследования сборная Чехословакии, за которую также выступали Зденек Догнал, Михал Класа и Петр Коцек, заняла 6-е место в квалификации с результатом 4 минуты 27,43 секунды. В четвертьфинале чехословаки проиграли сборной ФРГ (4.30,11 — 4.20,10).
В 1980 году вошёл в состав сборной Чехословакии на летних Олимпийских играх в Москве. В командной гонке преследования сборная Чехословакии, за которую также выступали Теодор Черны, Мартин Пенц и Игор Слама, завоевала бронзовые медали. В квалификации они показали 4-й результат (4.19,56), в четвертьфинале победили сборную Великобритании (4.18,48 — 4.23,45), в полуфинале проиграли сборной СССР (4.32,68 — 4.26,52), а в заезде за 3-4-е места выиграли у команды Италии, догнав соперника.
В 1981 году завоевал бронзовую медаль чемпионата мира в Брно в командной гонке преследования, выступая вместе с Мартином Пенцем, Алешем Трчкой и Франтишеком Рабонем.